# 国際高等専門学校
国際高等専門学校（こくさいこうとうせんもんがっこう、英: International College of Technology, Kanazawa (ICT)）は、石川県金沢市久安にある私立の高等専門学校。通称は「国際高専（こくさいこうせん）」、「国際（こくさい）」、「ICT（アイ・シー・ティー）」。旧称である「金沢工業高等専門学校」の名残から「金沢高専（かなざわこうせん）」、「金高専・金工専（きんこうせん）」と呼ぶ人も多い。金沢工業大学と同じく学校法人金沢工業大学による運営。

## 特徴
- 英語で学ぶ：教員の6割が外国人で構成され、創造の”道具”として、コンピューターを含む、科学、技術、数学を英語で総合的に学ぶ。
- 全寮制教育とニュージーランド留学：1、2年生は自然豊かな白山麓キャンパス全寮制制度、3年生はニュージーランド国立オタゴポリテクニクに全員が1年間留学、4、5年生は金沢工業大学と連携して研究に取り組む。
- イノベーション創出：何が問題で何を解決するべきかユーザー視点でアイデアを創出。キャンパス内のMaker Studioにあるレーザーカッターや３Dプリンターなどを使ってプロトタイプを作りながらよりよい解決策を考える。
- 1学年45名の少人数教育

## 設置学科
- 国際理工学科

## 沿革
出典：
- 1957年（昭和32年）6月1日 - 北陸電波学校開校。
- 1958年（昭和33年）4月1日 - 北陸電波専門学校開校。
- 1959年（昭和34年）4月1日 - 北陸電波高等学校開校。
- 1962年（昭和37年）4月1日 - 旧野々市小学校の仮校舎にて金沢工業高等専門学校開校。電気工学科設置
- 1963年（昭和38年）
  - 4月1日 - 機械工学科設置。
  - 6月1日 - 旧石川郡野々市町扇が丘7番地1（現在の金沢工業大学11号館）へ移転。
- 1964年（昭和39年）9月28日 - 体育館完成。
- 1969年（昭和44年）
  - 1月16日 - 情報処理センター（現・情報処理サービスセンター）開設。
  - 4月1日 - 教育工学研究所（現・情報処理サービスセンター）開設。
- 1973年（昭和48年）9月21日 - 扇が丘診療所開設。
- 1977年（昭和52年）5月19日 - 天池自然学苑開苑。
- 1982年（昭和57年）6月1日 - ライブラリーセンター開館。
- 1990年（平成2年）4月26日 - 第2体育館完成。
- 1991年（平成3年）1月1日 - 金沢市久安二丁目270番地（現在の金沢キャンパス）に新校舎完成。
- 1993年（平成5年）7月8日 - 夢考房開設。
- 1995年（平成7年）
  - 5月23日 - シンガポール理工学院と協力協定調印。
  - 7月12日 - セントマイケルズ大学と協力協定覚書調印。
- 1996年（平成8年）4月1日 - マルチメディア考房開設。
- 1997年（平成9年）4月1日 - 創造技術教育研究所開設。
- 1998年（平成10年）12月14日 - 池の平セミナーハウス開設。
- 2002年（平成14年）12月17日 - ニュージーランド国立オタゴポリテクニクと協力協定覚書調印。
- 2003年（平成15年）4月1日 - 電気工学科を電気情報工学科に学科改編し、国際コミュニケーション情報工学科設置。
- 2007年（平成19年）4月1日 - 地域連携教育センター開設。
- 2009年（平成21年）4月1日 - 電気情報工学科を電気電子工学科に、国際コミュニケーション情報工学科をグローバル情報工学科に学科改編。
- 2010年（平成22年）12月9日 - 世界的工学教育組織「CDIOイニシアチブ」に加盟。
- 2014年（平成26年）6月30日 - ホーチミン市工業大学と協力協定覚書調印。
- 2015年（平成27年）
  - 4月1日 - グローバル情報工学科をグローバル情報学科に学科改編。
  - 11月18日 - マレーシア国立マラ工科大学と協力協定覚書調印。
- 2016年（平成28年）4月13日 - シンガポール工科大学と協力協定覚書調印。
- 2017年（平成29年）3月6日 - ムハマディア大学ジョグジャカルタ校と協力協定覚書調印。
- 2018年（平成30年）
  - 3月26日 - 白山市瀬戸に白山麓キャンパス開設。
  - 4月1日 - 学校名を国際高等専門学校に改称。電気電子工学科・機械工学科・グローバル情報学科を募集停止し、国際理工学科を設置。
- 2021年（令和3年）1月13日 - ホーチミン市工業大学及び越日工業大学と協力協定覚書調印。

## 学校名の改称・カリキュラムの刷新
2018年（平成30年）4月1日に学校名を国際高等専門学校に改称。同時にカリキュラムを見直し、電気電子工学科、機械工学科、グローバル情報学科の3学科を統合して「国際理工学科」を新設。1年・2年次は石川県白山市に新設された白山麓キャンパスで全寮制で学び、3年次はニュージーランドの国立オタゴポリテクニクへ留学。4年・5年次は金沢工業大学の扇が丘キャンパスで学ぶ課程となっている。欧米のボーディングスクールを参考にして寮は個室とし、授業の多くは英語で行う。

## キャンパス
5年間の一貫教育の間に国内外3つのキャンパスで学ぶ

### 白山麓キャンパス（1-2年次）
- 〒921-8601 石川県白山市瀬戸辰3番地1（入学後2年間学ぶ全寮制のキャンパス。旧「かんぽの宿白山尾口」跡地を白山市から購入して整備・開設[6]）

### ニュージーランド（3年次）
- ニュージーランドのダニーデンにある国立オタゴポリテクニックへ1年間留学

### 金沢キャンパス（4-5年次）
- 〒920-2331 石川県金沢市久安二丁目270番地

## 部活動
- デザイン&ファブリケーションクラブ
- ネイチャー&アドベンチャークラブ
- ミュージッククラブ
- ランゲージ&カルチャークラブ
- ネイチャー＆アドベンチャークラブ（白山麓キャンパス）
- ランゲージ＆カルチャークラブ（白山麓キャンパス）
- デザイン＆ファブリケーションクラブ（白山麓キャンパス）

## 校歌
作詞：青山兵吉、作曲：山下成太郎

## 施設画像

国際高等専門学校の施設画像
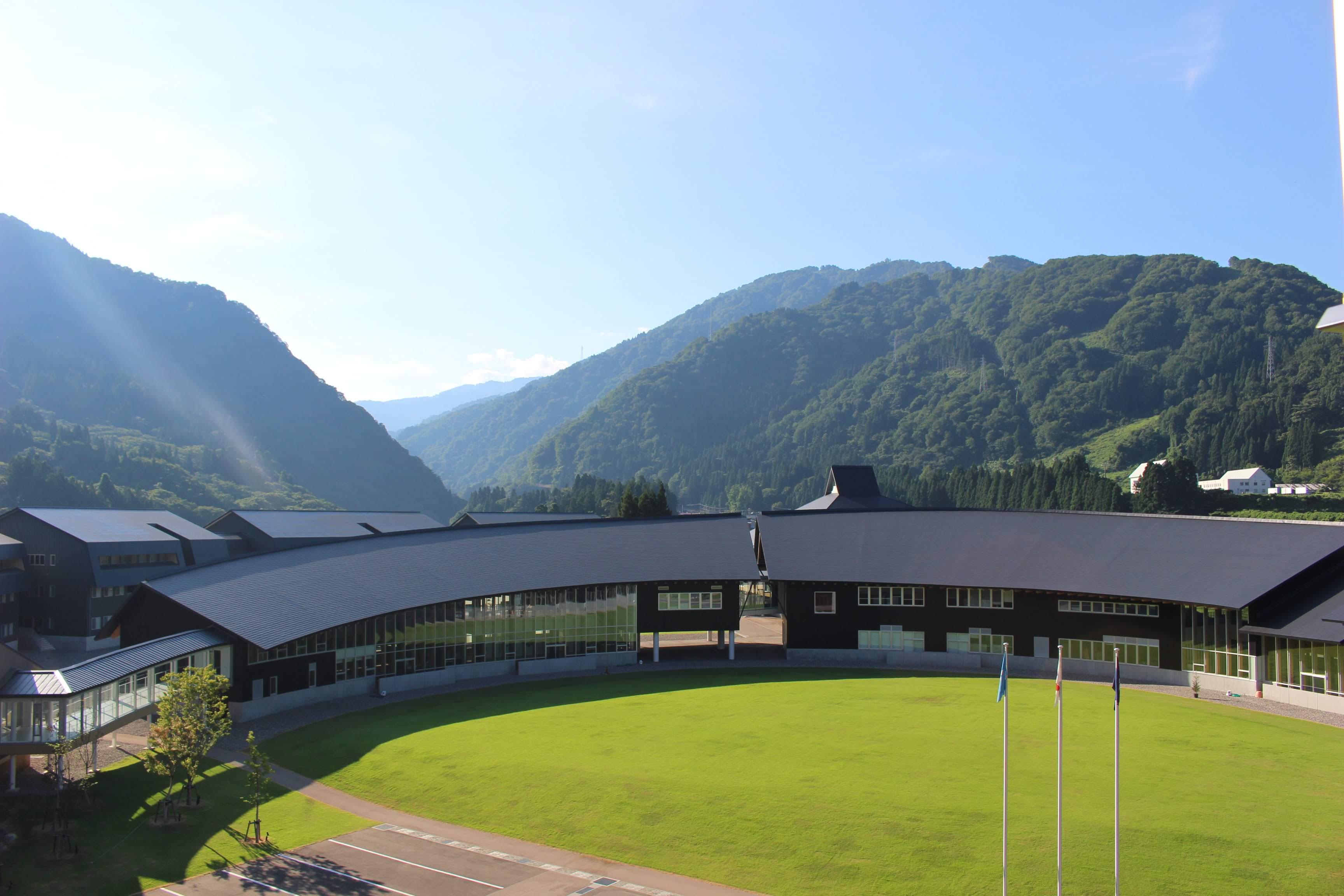
Living Commons
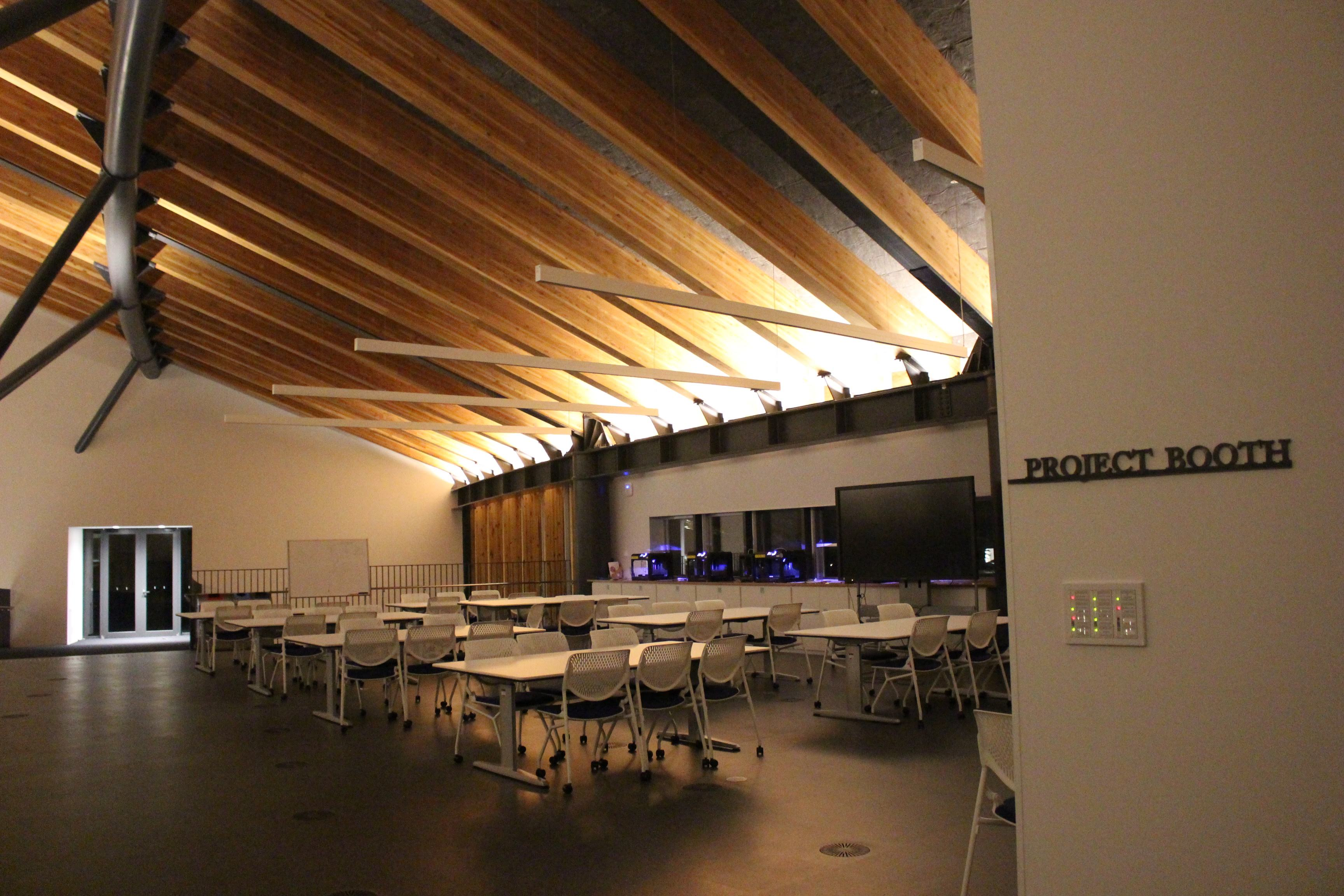
PROJECT BOOTH
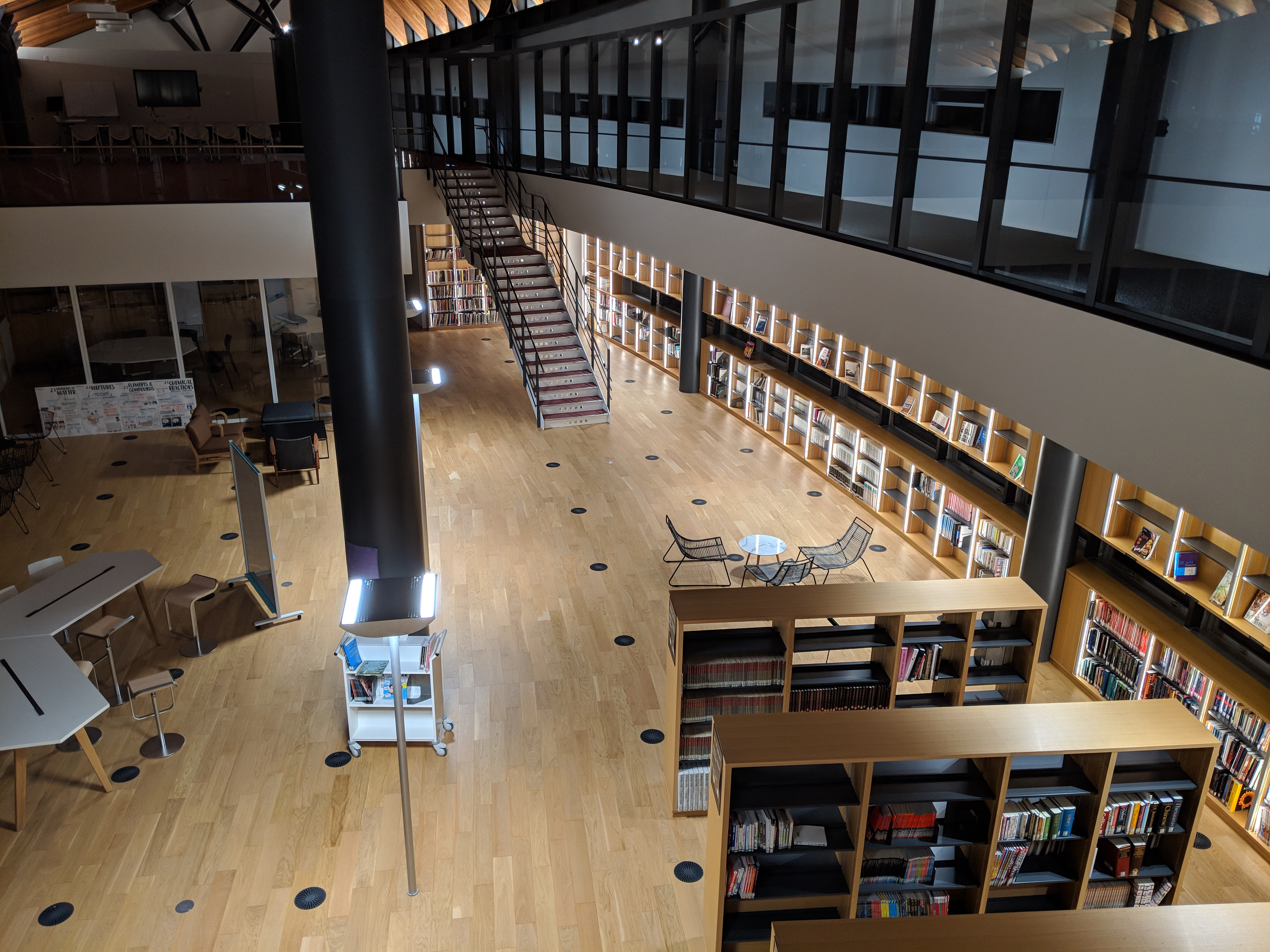
Library & Work Commons
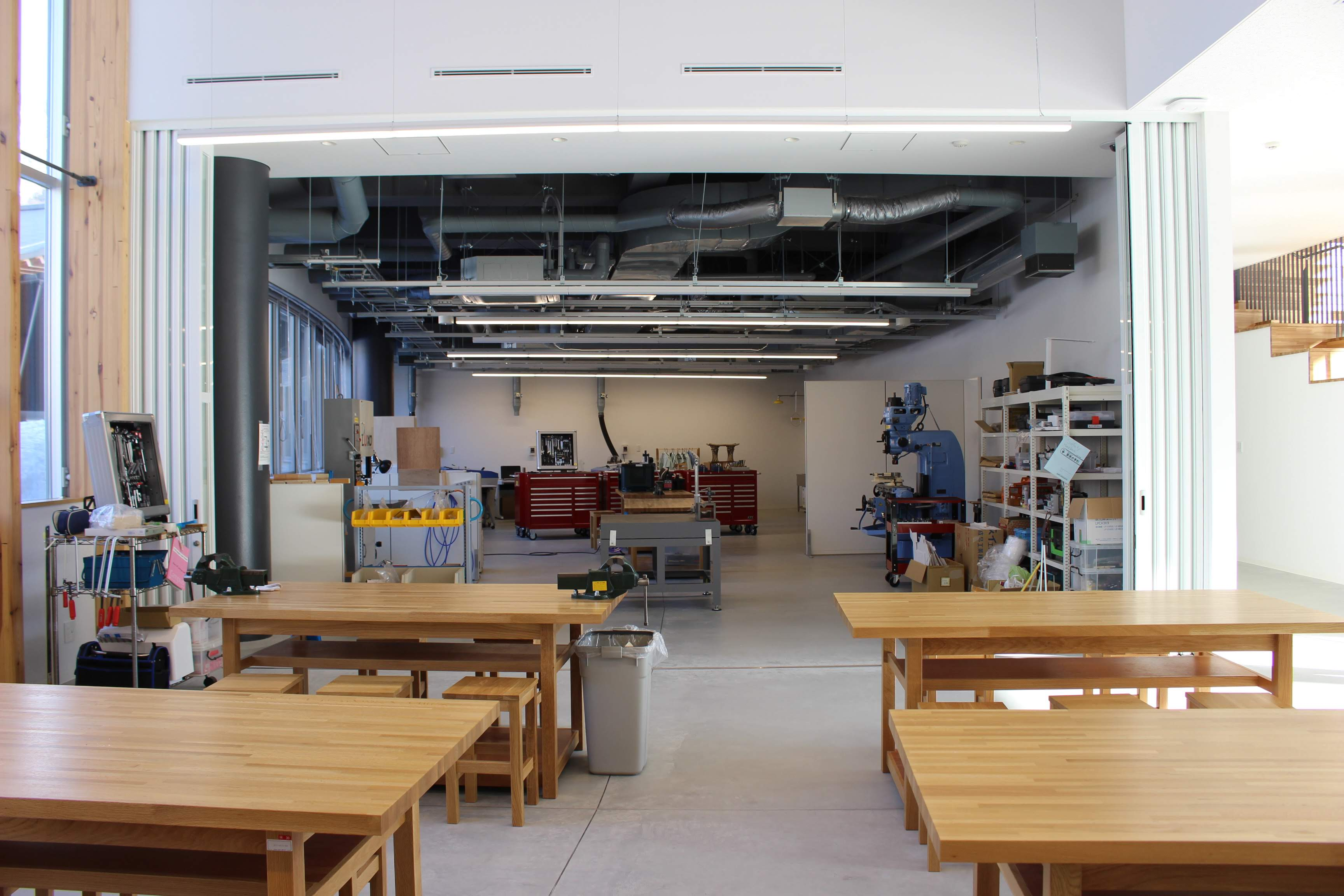
Maker Studio
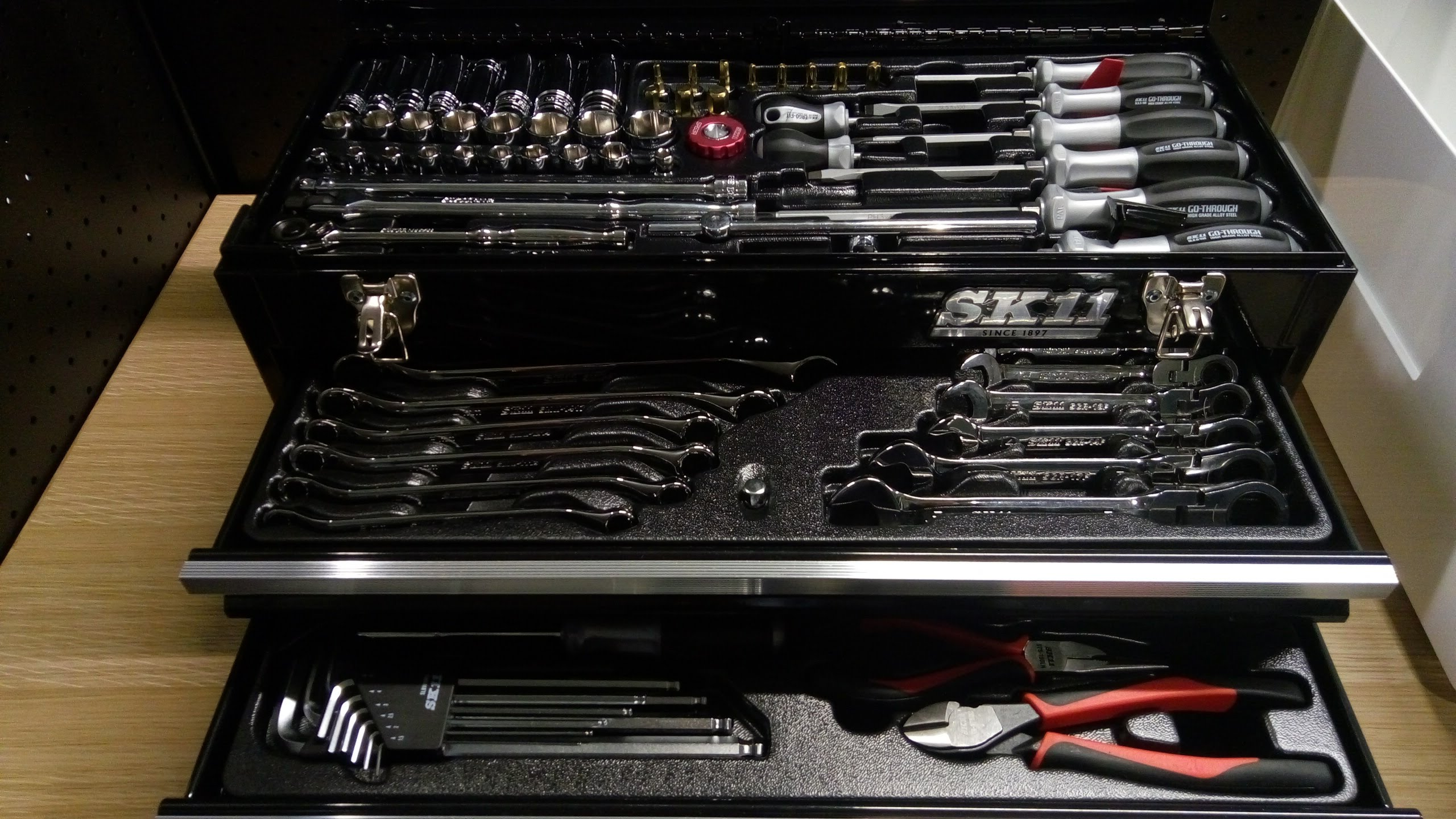
ものづくりのためのツール類
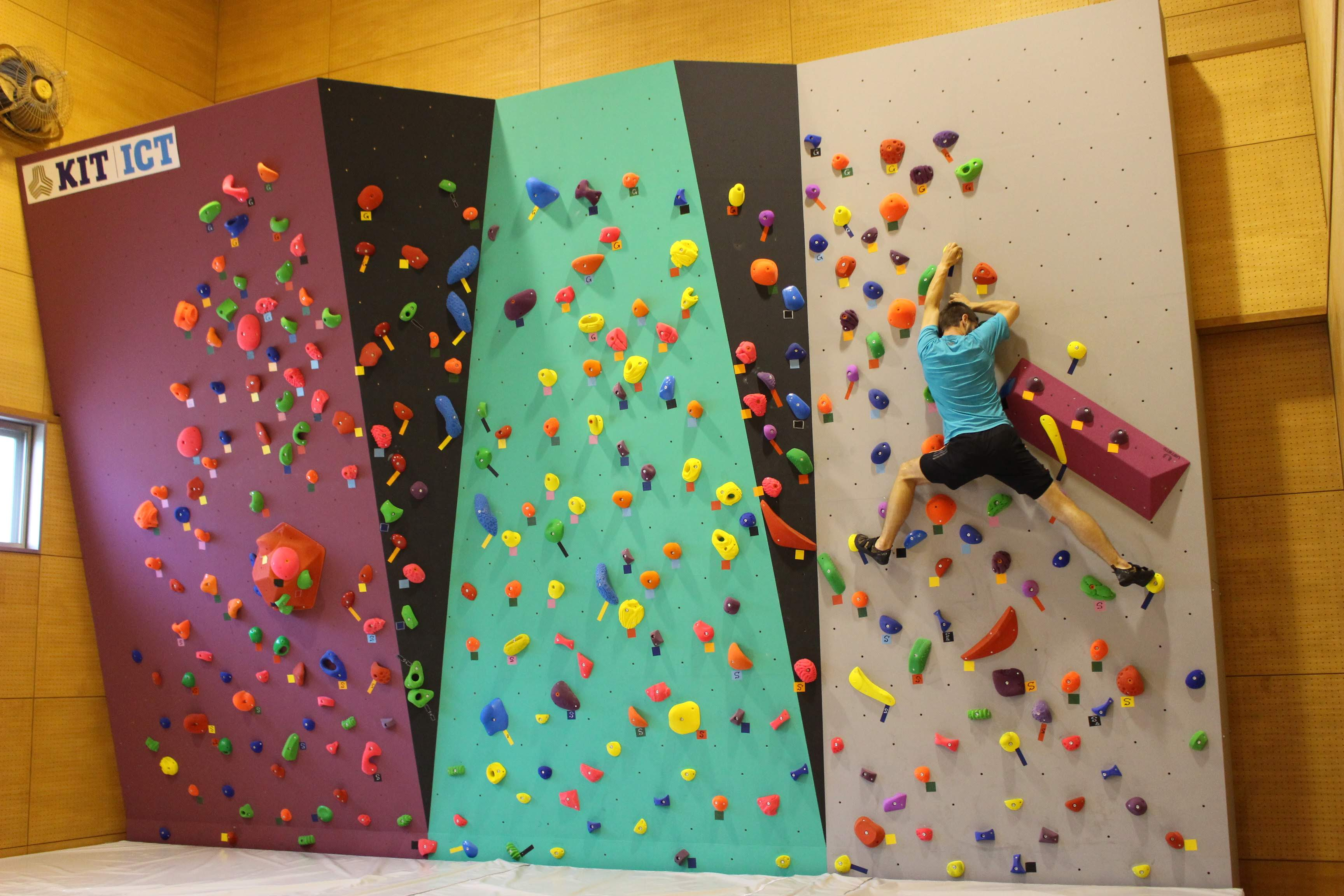
ボルダリングスタジオ
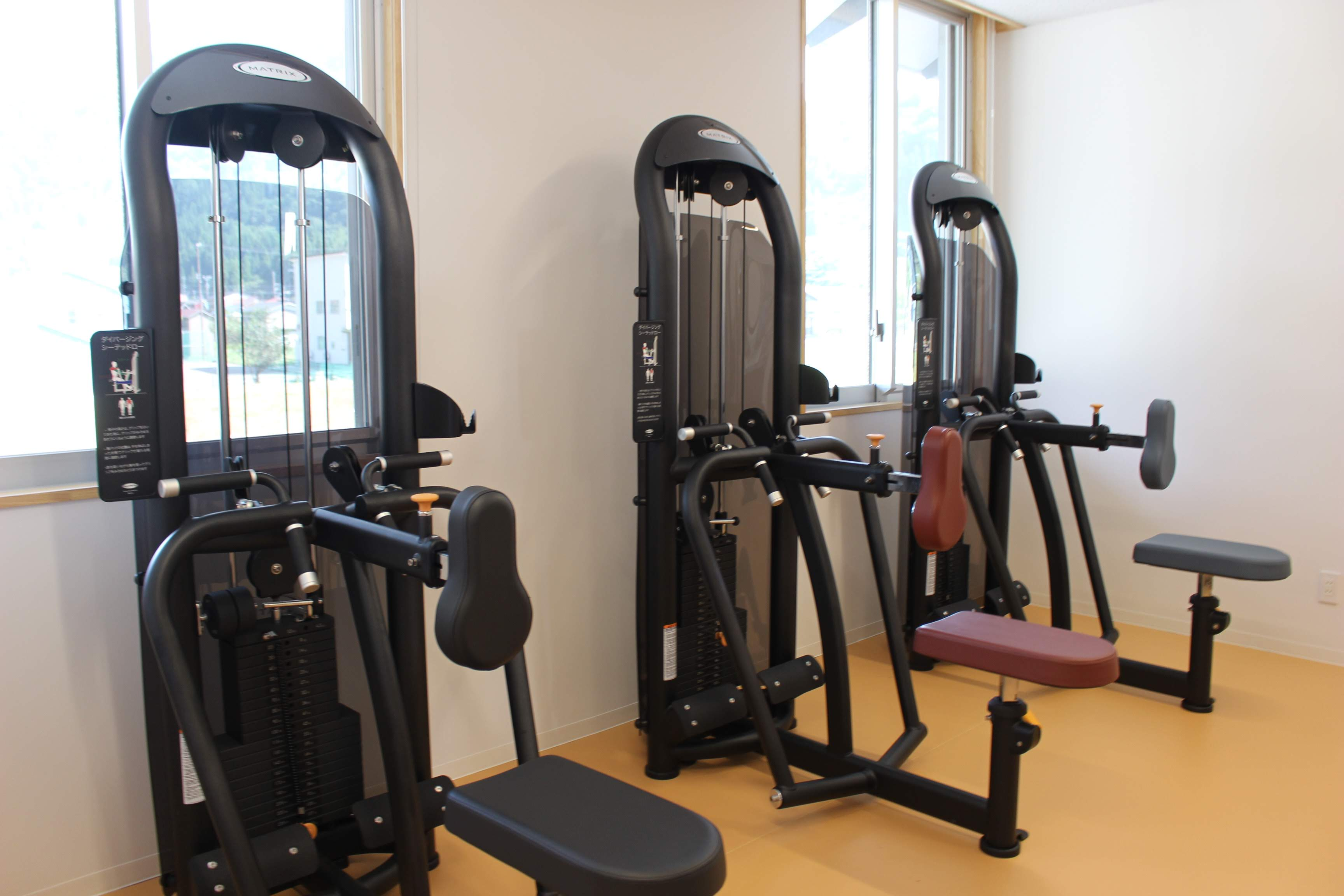
トレーニングルームの各種マシン
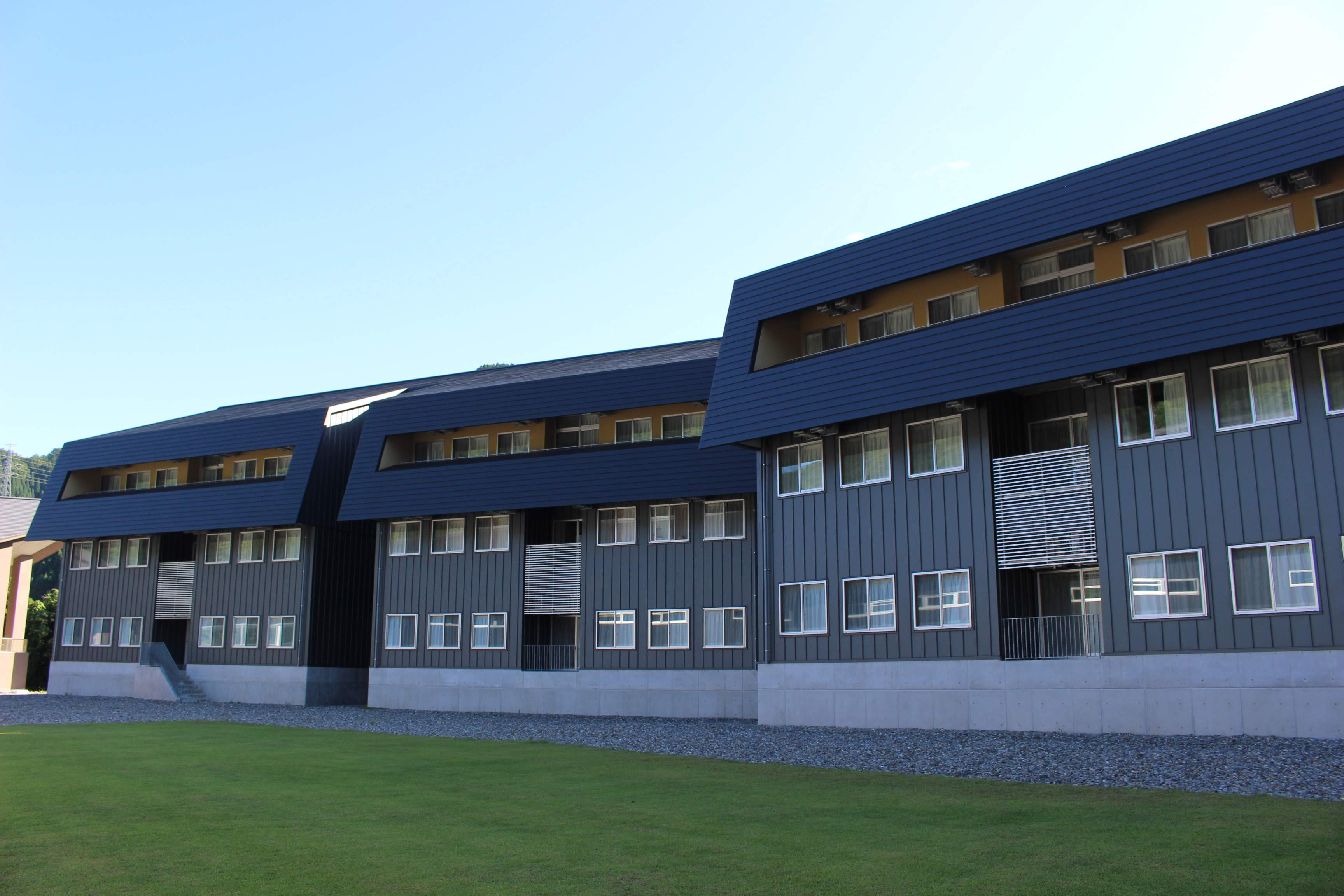
寮の全景
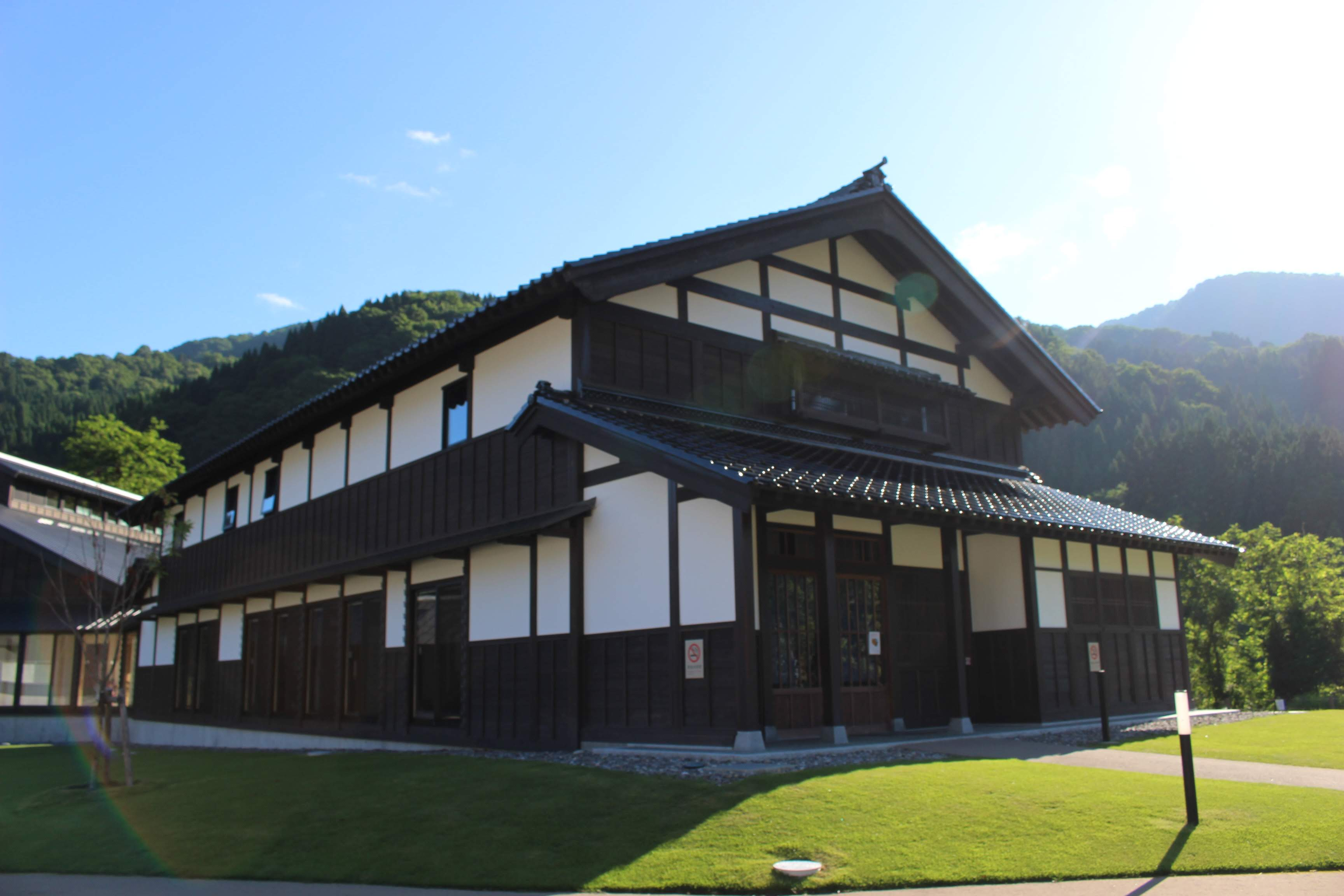
キャンパス内天然温泉「比咩の湯」

## 学校周辺
- えふえむ・エヌ・ワン（金沢工業高等専門学校の教師が出演する番組も放送されている）
- 野々市工大前駅（北陸鉄道石川線）
- 金沢福祉専門学校
- 石川県立金沢錦丘中学校・高等学校

## 著名な卒業生
- 永村幸治（津軽三味線奏者）
- シュンスケ・オオクボ（映画監督、脚本家、俳優）